# Nikołaj Korolow (Bohater Związku Radzieckiego)
Nikołaj Stiepanowicz Korolow (ros. Николай Степанович Королёв, ur. 22 maja 1921 we wsi Katyszewo w rejonie muromskim w obwodzie włodzimierskim, zm. 27 listopada 1943 we wsi Tołstoje w rejonie radomyskim w obwodzie żytomierskim) – radziecki wojskowy, starszyna, uhonorowany pośmiertnie tytułem Bohatera Związku Radzieckiego (1944).

## Życiorys
Skończył niepełną szkołę średnią, pracował w kołchozie, później ukończył szkołę pedagogiczną w Muromiu i został nauczycielem w obwodzie aktiubińskim. W 1939 został powołany do Armii Czerwonej, od czerwca 1941 uczestniczył w wojnie z Niemcami. Walczył na Froncie Południowo-Zachodnim, Centralnym, Woroneskim i 1 Ukraińskim. Był dwukrotnie ranny. Jako komsorg (organizator komsomolski) 3 batalionu 8 gwardyjskiego pułku powietrznodesantowego 3 Gwardyjskiej Dywizji Powietrznodesantowej 60 Armii brał udział w bitwie o Dniepr, 2 października 1943 forsując wraz z pułkiem rzekę w rejonie wsi Suchołuczje na północ od Kijowa i uczestnicząc w uchwyceniu przyczółka na prawym brzegu. 5-6 października 1943 wraz z kompanią brał udział w odpieraniu kontrataków wroga, zadając mu duże straty. Zginął w walce w rejonie radomyskim. 10 stycznia 1944 pośmiertnie otrzymał tytuł Bohatera Związku Radzieckiego i Order Lenina.